# حافلة (خارج المدن)

حافلة في رحلة بين مدينتي عمان والعقبة.

حافلات النقل خارج المدن هي ضرب من وسائل النقل العامة للمسافرين لمسافات طويلة تربط بين المناطق أو البلدان. مثلا، تعمل أكثر من 150 رحلة مغادرة من إسطنبول إلى أنقرة كل يوم.